# Yarte
Yarte (tiếng Ả Rập: يرتي) (cũng là Yarteh) là một ngôi làng Syria ở Tỉnh Latakia. Theo điều tra dân số Syria năm 2004, nó có 902 cư dân.
Ngôi làng là một phần của vương quốc Ugaritic và được đề cập là Yʿrt (Yaartu) trong kho lưu trữ của thành phố c. 1200 trước Công nguyên.